# アイデア (曲)
「アイデア」は、日本のシンガーソングライター星野源の楽曲。2018年（平成30年）8月20日にSPEEDSTAR RECORDSより配信限定シングルとしてリリースされた。
表題曲である「アイデア」はNHK 連続テレビ小説『半分、青い。』の主題歌として書き下された楽曲。

## 背景
2018年（平成30年）3月14日に、星野源が『半分、青い。』の主題歌を担当し、タイトルが「アイデア」であることが発表された。4月の放送開始から4か月後の2018年8月1日に、朝日新聞の一面すべてを使用した全面広告で自身初の配信限定シングルとして2018年8月20日にリリースされる事が発表された。その後、いくつかの都市でアイデアの宣伝トラック「アイデア号」が期間限定で出現した。
PVのダンスシーンの振り付けは、星野と普段から親交のあるシンガーソングライターの三浦大知が担当した。三浦が他アーティストのPVで振付を担当するのは初。第17回MTV Video Music Awards Japan最優秀ポップビデオ賞を受賞。
発売と同時頃にYELLOW PASS会員向けに、CD-R『アイデア』が発売された。これはいつものCDとは違い購入者が独自で曲を入れるものとなる。

## 楽曲の構成
本作は様々なジャンルで構成されており、1番は通常のバンド編成、2番は打ち込みによるダンスナンバー、Cメロは星野自身による弾き語り、大サビ以降は1番と同様のバンド編成となり、最後に銅鑼を鳴らすという展開となっている。
星野自身は本楽曲制作に際し、任天堂の宮本茂の「『アイデア』というのは複数の問題を一気に解決する方法のこと」という言葉が浮かび、上記の構成を解決法として見出した旨を明かしている。

## チャート成績
初週18.8万ダウンロード（188,089ダウンロード）を売り上げ、9月3日付オリコン週間デジタルシングル（単曲）ランキングで初登場1位を獲得。デジタルシングル（単曲）、デジタルアルバムを通じ週間デジタルランキングで自身初の1位となった。 また、配信初日の8月20日付のオリコンデイリーデジタルシングル（単曲）ランキングで、10.0万ダウンロード（99,729ダウンロード）を売り上げ1位を獲得し、2018年4月2日付からのオリコンデイリーデジタルシングル（単曲）ランキング発表開始以来、デイリー史上最高の売上ダウンロードを記録した。

## 収録曲と規格
| （全曲作詞･作曲・編曲：星野源） |              |      |            |      |
| #                               | タイトル     | 作詞 | 作曲・編曲 | 時間 |
| 1.                              | 「アイデア」 |      |            | 4:39 |
| 合計時間:                       | 合計時間:    | 4:39 |            |      |

## 参加ミュージシャン
- 星野源：Vocal, Gut Guitar, Marimba, Vibraphone, Microbrute, Beat Programming, Dora, Chorus
- 河村"カースケ"智康：Drums, Tambourine
- 伊賀航：Contrabass
- 小林創：Piano
- 長岡亮介（ペトロールズ）：Electric Guitar
- 石橋英子：Marimba, Vibraphone
- STUTS：MPC, Beat Programming
- 本澤尚之：Beat Programming, Microbrute, Prophet-5
- 櫻田泰啓：Prophet-5
- 美央・伊能修・城戸喜代・入江茜：1st Violin
- 杉野裕・黒木薫・下川美帆：2nd Violin
- 菊地幹代・三木章子：Viola
- 笠原あやの・村中俊之：Cello